# Naître (Nilsson)
Ett barn blir till, parfois mieux connu sous le titre francisé Naître ou le titre anglais A Child Is Born, est un livre de photographies publié en 1965 par le photographe suédois Lennart Nilsson. Le livre se compose de photographies retraçant l'évolution de l'embryon et du fœtus humains de la conception à la naissance. C'est le livre illustré le plus vendu au monde.
Les photographies de Nilsson sont accompagnées de textes écrit par des médecins, décrivant le développement prénatal et offrant des conseils sur les soins prénatals. Les images ont été parmi les premières sur le développement du fœtus à être publiées à destination du grand public.
Leur reproduction partielle dans le magazine Life le 30 avril 1965, puis dans le The Sunday Times et Paris Match, a suscité tant d'intérêt que huit millions d'exemplaires ont été vendus dans les quatre jours.
Nilsson remporta le prix de l'American National Press Association Picture of the Year, et son travail a atteint un statut suffisamment emblématique pour que certaines photographies soient choisies pour être embarquées à bord des sondes de la NASA Voyager 1 et Voyager 2.
Le livre et ses images ont figuré dans les débats sur l'avortement et le début de la vie, et le livre fait l'objet de critiques de la part de certaines féministes. 